# Josep Freixas i Vivó
Josep Freixas i Vivó (Capellades, Anoia, 1930 - Terrassa, 17 de març de 2020) fou un músic, compositor, director i pedagog musical català.
Durant la seva trajectòria vital i professional va portar a terme una intensa activitat musical, principalment en el camp pedagògic, destacant el seu esperit emprenedor en la fundació de capelles de música i escolanies. Així, fou president de Joventuts Musicals i formà part de diversos conjunts instrumentals. Va formar part del grup impulsor de la creació d'Amics de les Arts i Joventuts Musicals, el 1954, i des dels seus inicis va ocupar diversos càrrecs a la Junta Directiva. Va ser professor, compositor, director de l'escolania de la Sagrada Família entre els anys 1953 i 1965, i de l'antiga coral Santa Cecília des del 1964. També fou director del Escola Municipal de Música de Terrassa entre els anys 1970 i 1991 i fundador i primer director de l'Escola Municipal de Música de Vilanova i la Geltrú el 1975. Més enllà de la seva activitat pedagògica i de direcció musical, Freixas va esdevenir també un prolífic músic i compositor. Durant la seva carrera va escriure més d'un centenar de sardanes i va editar una dotzena de discos.
L'any 2014 Terrassa distingí a Josep Freixas com a primer 'Músic de l'any' en reconeixement de la seva trajectòria professional en el camp de la composició i en la direcció de conjunts corals. El 2018 va tenir lloc el bateig de la biblioteca de l'"Escola Municipal de Música - Conservatori de Terrassa" amb el nom de Josep Freixas Vivó.